# フィンランド健康福祉センタープロジェクト
フィンランド健康福祉センタープロジェクト（フィンランドけんこうふくしセンタープロジェクト、英語:Finnish Wellbeing Center Project、略称:FWBC Project/FWBCプロジェクト）は、フィンランド共和国が日本国内において産学官連携で進めている、高齢者介護と地域振興を目的とした一連のプロジェクト。

## 背景
急速に高齢化が進んでいる日本では介護施設への入所希望者が多く、非常に長い待機者リストを持つ施設も少なくない。
一方フィンランド共和国においては一足先に高齢化社会を迎え、すでに1970年代に現在の日本と同様の問題を予防ケアと在宅介護の重視、介護施設における「自宅にいるような」生活環境の整備により乗り切るという、特徴のあるフィンランド型高齢者介護ノウハウが発達した。
このフィンランド型高齢者介護ノウハウを海外に紹介しようとフィンランド共和国が始めたプロジェクトが、フィンランド健康福祉センタープロジェクトである。

## 沿革
フィンランド健康福祉センター（FWBC）プロジェクトは、1999年（平成11年）から2000年（平成12年）にかけ、フィンランド貿易局（フィンランドの貿易・産業振興機関）、フィニッシュ・インスティチュート（フィンランドの文化学術交流振興団体）、フィンランド技術庁（フィンランドの産業技術・プログラム振興機関）の協力により発想された。
プロジェクト開始時はフィンランド貿易局がコーディネーターとなり、予備調査を経て、対象国として日本を選定。構想段階から15のフィンランド企業、2つの地域産業振興組織、貿易局をはじめとする上記3つの公的機関がプロジェクトを推進することになった。なお、予備調査の段階で駐日フィンランド大使館の商務官（当時）木村正裕がフィンランド側のプロジェクトマネージャーに就任、実行段階からは貿易局のコンサルタント（当時）Jutta Immanen-Pöyryがサブマネージャーとして加わった。
日本国内においては、参加自治体の募集・選考は2000年から2001年（平成13年）においておこなわれ、仙台市がフィンランドのパートナーとして選ばれた。
2001年6月にフィンランド貿易局と仙台市の双方によって基本協定書が締結。正式に仙台フィンランド健康福祉センタープロジェクト（仙台FWBCプロジェクト）が開始された。
仙台におけるプロジェクトのあと、さらなるプロジェクトのプロモーションは貿易局からフィンランド健康福祉センター（FWBCフィンランド社、東京事務所代表・石見茂夫）に移行、駐日フィンランド大使館の上席商務官・木村正裕がコーディネーターとして引き続きかかわっている。
現在、新潟県阿賀野市で阿賀野フィンランド健康福祉センタープロジェクト、愛媛県西条市で北辰会フィンランド健康福祉センタープロジェクトが進行しており、4番目のプロジェクトも募集している。

### 年表
- 2000年（平成12年）9月 フィンランド政府から日本政策投資銀行に進出先選定の協力要請がなされる[2]。
- 2001年（平成13年）4月 全国33の自治体候補から仙台市を選定[2]。
- 2001年（平成13年）5月 フィンランド政府と仙台市、フィンランド政府と日本政策投資銀行との間で調印[2]。
- 2002年（平成14年）2月 当プロジェクトに関わるフィンランドの国家プロジェクト研究拠点施設「フィンランド健康福祉センター」を仙台市に設置することを発表[2]。
- 2004年（平成16年）12月 仙台市にFWBC介護施設「せんだんの館・テルヴェ」がオープン。
- 2005年（平成17年）4月 仙台市にR&D施設がオープン。
- 2005年（平成17年）4月20日 阿賀野市とフィンランドとの間で議定書（基本合意書）を交換[3]。

## 仙台FWBCプロジェクト
「仙台フィンランド健康福祉センター」「フィンランド健康福祉センター」などと省略して呼ばれることもある。

### 介護施設
基本構想から施設整備にいたる作業が、フィンランドと仙台の共同作業によりおこなわれ、FWBC介護施設「せんだんの館・テルヴェ」が2004年（平成16年）12月にオープンした。
せんだんの館・テルヴェは社会福祉法人東北福祉会（東北福祉大学の関連法人）が運営主体となり、100人の高齢者が暮らすほか、20人のショートステイ、15人のデイサービスがおこなわれている。この介護施設の設計のためには、フィンランドにおいて2002年に建築外観のためのコンペがおこなわれ、建築設計事務所パーテラ&パーテラが優勝した。施設設計の監修がパーテラ&パーテラによっておこなわれるのと同時に、この介護施設にはフィンランド型介護ノウハウを網羅したFWBCコンセプトと、それに基づいた「仙台の太陽モデル(Sendai Sun Model)」が導入され、予防的介護、自立的生活、シームレスケアを実現する試みが進行中。

### R&D施設
介護施設と隣接して、同じ敷地内に約1000m2のFWBC R&Dユニット（研究開発館）が建設され、介護施設から若干遅れ、2005年（平成17年）4月にオープンした。このR&Dユニットは運営主体が仙台市産業振興事業団で、日本の企業や大学とフィンランドの企業、大学の共同作業による技術開発、研究などが行われるように設置されたものである。このR&Dユニットは後日、日経ニューオフィス大賞の経済産業大臣賞を受賞。
なお2004年11月には、R&Dユニットにおける活動のため、仙台市、フィンランド貿易局、フィンランド国立社会福祉保健研究開発センター（STAKES）、東北大学、東北福祉大学、オウル市域専門家集団などによる協力協定がヘルシンキにて調印された。
このR&Dユニットにはフィンランドから施設長が派遣され、産業育成、ビジネスインキュベーション、研究開発活動などが行われている。